# Fucking machine
 (janvier 2024).
Si vous disposez d'ouvrages ou d'articles de référence ou si vous connaissez des sites web de qualité traitant du thème abordé ici, merci de compléter l'article en donnant les références utiles à sa vérifiabilité et en les liant à la section « Notes et références ».

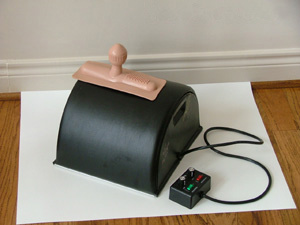
Une Sybian.

Une fucking machine est un sex-toy utilisé pour stimuler une personne en reproduisant la pénétration.
Il s'agit soit d’une version plus sophistiquée du classique godemichet, soit d'un appareil sur lequel on s'assied. L'instrument peut être utilisé par un homme ou une femme et peut stimuler le vagin ou l'anus voire les deux simultanément.
Une machine typique fonctionne en transférant la force rotationnelle du moteur vers un mouvement directionnel sur un axe couronné d’un godemichet qu'on peut choisir (taille petite, moyen, grand).

## Une technicité accrue
Ces machines, longtemps[Quand ?] destinées à un public restreint, se trouvent désormais[Quand ?] dans le commerce. Certains fabricants, américains pour la plupart, mettent en vente directement sur leur site des systèmes disposant de variateurs de vitesse télécommandés qui permettent d'ajuster la profondeur et d'accélérer ou de ralentir les va-et-vient de 0 à 500 par minute[réf. nécessaire].

## Sécurité
Les machines à masturber ont été conçues pour la pénétration et la stimulation. Le vagin et l'anus sont des parties sensibles du corps humain qui peuvent être facilement endommagées par une force excessive. Si l’instrument n’est pas utilisé de façon correcte, certaines blessures sont susceptibles d’apparaître.